# Robert Turbin
Robert James Turbin (* 2. prosince 1989 v Oaklandu, stát Kalifornie) je hráč amerického fotbalu nastupující na pozici Running backa za tým Indianapolis Colts v National Football League. Univerzitní fotbal hrál za Utah State University, poté byl vybrán ve čtvrtém kole Draftu NFL 2012 týmem Seattle Seahawks.

## Střední škola
Turbin hrál americký fotbal za Irvington High School v kalifornském Fremontu. V posledním ročníku byl za své výkony zvolen do celostátního prvního all-stars týmu na pozici Running backa i Defensive backa, a stal se Defenzivním hráčem roku celé ligy. Ze 143 pokusů naběhal 1 232 yardů a zaznamenal 14 touchdownů, zachytil devět přihrávek pro 103 yardů, a v obraně si připsal šest interceptionů. Kromě toho se věnoval rovněž basketbalu a atletice.

## Univerzita
Turbin se zapsal na Utah State University a od roku 2007 zde hrál americký fotbal. V sezóně 2009 naběhal 1 296 yardů, 418 nachytal a skóroval 18 touchdownů, včetně rekordního 96 yardů dlouhého běhu proti University of Utah. Sezónu 2010 vynechal kvůli zranění kolena, ale o rok později se opět stal startujícím Running backem. V první polovině ročníku 2011 naběhal 100 a více yardů v pěti ze šesti utkání, celkem si připsal 1 517 yardů a byl vyhodnocen jako desátý nejlepší hráč na své pozici v lize.

## Profesionální kariéra
| Parametry před draftem |           |                    |             |             |        |          |                   |                |              |
| Výška                  | Váha      | Sprint na 40 yardů | 10-yd split | 20-yd split | 20 ss  | 3 kužely | Vertikální výskok | Skok z místa   | Benchpress   |
| 5 stop 10 palců        | 222 liber | 4.44 s             | 1.57 s      | 2.57 s      | 4.31 s | 7.16 s   | 32 palců          | 9 stop 2 palce | 23 opakování |

### Seattle Seahawks
Turbin byl draftován ve čtvrtém kole Draftu NFL 2012 jako 106. hráč celkově týmem Seattle Seahawks. Jako záloha za Marshawna Lynche si Turbin v nováčkovské sezóně připsal 354 yardů z 81 pokusů. Nejlepší výkon si připsal ve 14. týdnu Arizoně Cardinals, když ve druhém poločase ze 20 pokusů naběhal 108 yardů a přispěl k výhře svého týmu 58:0. V sezóně 2013, opět jako náhradník za Lynche, zaznamenal 264 yardů ze 77 pokusů a zachytil 8 přihrávek pro 60 yardů. Mohl se tak radovat ze zisku Super Bowlu XLVIII, ve kterém si připsal 25 yardů z devíti běhových pokusů.
Stále jako náhradník zaznamenal první touchdown kariéry ve 2. týdnu sezóny 2014 proti San Diego Chargers, když zachytil tříyardovou přihrávku. Celkem v sezóně zaznamenal 310 yardů ze 74 běhových pokusů, a ze šestnácti zachycených přihrávek si připsal 186 yardů. V Super Bowlu XLIX ze dvou pokusů naběhal 21 yardů, ale jeho tým prohrál 24:28 s New England Patriots. Poté, co si ve třetím přípravném utkání na sezónu 2015 ošklivě vymkl kotník byl 9. září propuštěn.

### Cleveland Browns
Turbin podepsal smlouvu s Cleveland Browns 10. září 2015. Strávil pět týdnů léčbou zraněného kotníku, poté odehrál tři zápasy, ve kterých z osmnácti pokusů naběhal 60 yardů, a 10. listopadu byl propuštěn.

### Dallas Cowboys
Po odchodu DeMarca Murrayho získali Dallas Cowboys skupinu Running backů, ze kterých měl vzejít jeho nástupce. Turbin byl získán 18. listopadu 2015 jako záloha za Darrena McFaddena, v této funkci nahradil bývalého spoluhráče u Seahawks Christine Michaela. Čtyři dny po přestupu nastoupil do zápasu proti Miami Dolphins, ve kterém si připsal 35 naběhaných yardů ze sedmi pokusů. Nejlepší výkon podal proti Green Bay Packers, když zaznamenal 57 naběhaných yardů a jeden touchdown.

### Indianapolis Colts
V březnu 2016 podepsal Turbin jako volný hráč smlouvu s Indianapolis Colts.